# Луисберг (город, Миннесота)
Луисберг (англ. Louisburg) — город в округе Лак-ки-Парл, штат Миннесота, США. На площади 0,8 км² (0,8 км² — суша, водоёмов нет), согласно переписи 2002 года, проживают 26 человек. Плотность населения составляет 32,8 чел./км².
- Телефонный код города — 320
- Почтовый индекс — 56256
- FIPS-код города — 27-38258[1]
- GNIS-идентификатор — 0647223[2]